# Марі Лу
Марі Лу (народилася 11 липня 1984 року; ім'я при народженні: Сівей Лу - Xiwei Lu, китайська: 陸希未) — американська  письменниця китайського походження, яка пише в жанрі наукової фантастики та фентезі для підлітків. Вона найбільш відома завдяки серії «Легенда», романам, дія якого розгортається в антиутопічному та мілітаризованому майбутньому, а також серії «Молоді еліти», серії «Військовий крос» і «Бетмен: Нічний ходун» у серії «Ікони DC».

## Раннє життя
Лу народився в 1984 році в Усі, Цзянсу, Китай, а пізніше переїхав до Пекіна. 1989 року, коли їй було п'ять років, вона разом із сім'єю переїхала до Сполучених Штатів у Техас. Причини — придушення протестів на площі Тяньаньмень. Вона виросла між Батон-Руж, Новим Орлеаном і Г'юстоном, вивчаючи англійську, пишучи історії. Вона навчалася в Університеті Південної Каліфорнії, де вивчала політологію та біологію, а також стажувалась як художниця в Disney Interactive Studios.
Зараз Лу живе в мистецькому районі Лос-Анджелеса зі своїм чоловіком, сином (2019 року народження) і трьома собаками.

## Кар'єра
Дебютний роман Лу «Легенда» був опублікований 29 листопада 2011 року як перший з молодіжної науково-фантастичної трилогії. Лу сказала, що її надихнув фільм «Знедолені» і вона прагнула відтворити конфлікт між Вальжаном і Жавером у підлітковій версії. Дві інші книги із запланованої трилогії, «Вундеркінд» і «Чемпіон», були опубліковані у 2013 році.
Перша фентезійна серія Лу почалася з публікації «Молоді еліти» 7 жовтня 2014 року. За ним пішли «Товариство Троянди» 13 жовтня 2015 року та «Опівнічна зірка» 16 жовтня 2016 року.

## Праці

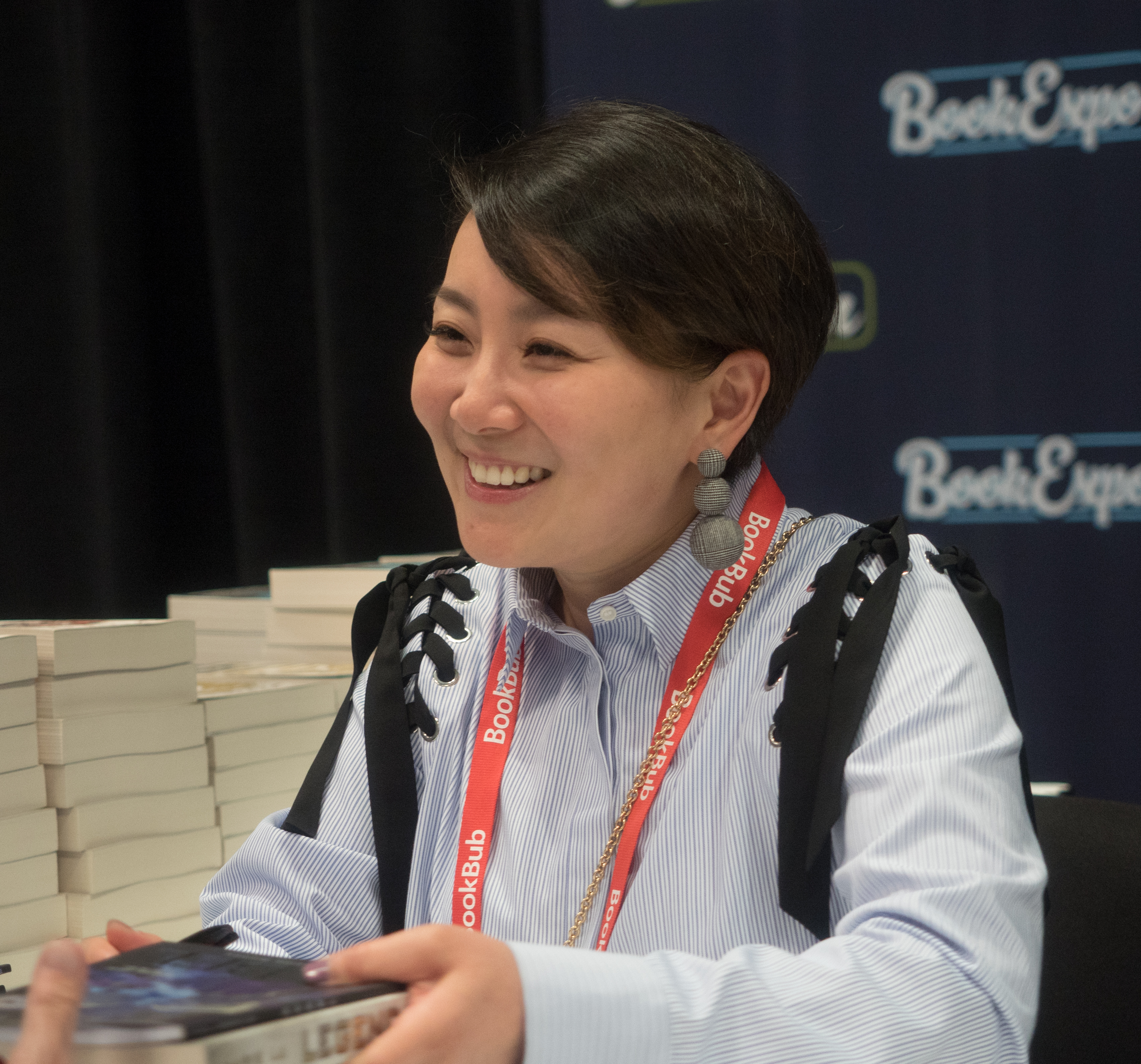
Лу на BookCon у червні 2019 року

### Серія «Легенда»
- «Легенда» (29 листопада 2011)
- «Вундеркінд» (8 січня 2013)
- «Чемпіон» (5 листопада 2013)
- «Життя до легенди» (Новела № 0.5) (5 січня 2013)
- «Життя після легенди» (Новела № 3.5) (2017)
- «Життя після легенди II» (Новела № 3.6) (2018)
- «Повстанець» (1 жовтня 2019)[18]

### Серія«Молоді еліти»
- «Молоді еліти» (7 жовтня 2014 р.)
- «Товариство Троянди» (13 жовтня 2015 р.)
- «Опівнічна зірка» (16 жовтня 2016 р.)

### Серія «Варкросс»
- «Варкросс» (12 вересня 2017 р.)
- «Підставний знак» (18 вересня 2018)[19]

### Серія «Небесний мисливець»
- «Небесний мисливець» (29 вересня 2020 р.)[20]
- «Сталевий страйкер» (28 вересня 2021 р.)

### Серіал«Зірки і дим»
- «Зірки та дим» (28 березня 2023 р.)[21]
- «Ікона та пекло» (11 червня 2024 р.)

### Серія«Ікони DC»
- «Бетмен: Нічний ходун» («Ікони DC», книга 2) (2 січня 2018 р.)

### Серія «Тварини-духи»
- «Вічне дерево» («Тварини-духи», книга 7) (31 березня 2015 р.)

### Окремі романи
- «Королівство спини» (3 березня 2020 р.)[22]

### Новели
- «Подорож» у «Тиражування спідниць» за редакцією Джесіки Спотсвуд (8 березня 2017 р.)
- «Вижити»